# Odonaspis saccharicaulis
Odonaspis saccharicaulis är en insektsart som först beskrevs av Leo Zehntner 1897.  Odonaspis saccharicaulis ingår i släktet Odonaspis och familjen pansarsköldlöss. Inga underarter finns listade i Catalogue of Life.